# Wielki Bór (Częstochowa)
Wielki Bór – część miasta Częstochowy należąca do dzielnicy Lisiniec.
Do Częstochowy został włączony 1 stycznia 1977 roku. Wcześniej należał do gminy Gnaszyn Dolny. Jeszcze wcześniej należał do gminy Grabówka.
W Wielkim Borze od 1988 roku funkcjonuje rzymskokatolicka parafia Niepokalanego Poczęcia NMP.